# Algebraïsche variëteit
In de algebraïsche meetkunde, een deelgebied van de wiskunde, is een algebraïsche variëteit de oplossingsverzameling van een systeem van polynomiale vergelijkingen. Algebraïsche variëteiten zijn de fundamentele objecten in de klassieke (en tot op zekere hoogte, moderne) algebraïsche meetkunde.
Historisch gezien legt de hoofdstelling van de algebra een verband tussen de algebra en de meetkunde door aan te tonen dat een monomiale veelterm in één variabele over de complexe getallen, dus een algebraïsch object, wordt bepaald door een meetkundig object, namelijk de verzameling van haar nulpunten. Voortbouwend op dit resultaat legt Hilberts Nullstellensatz een fundamenteel verband tussen idealen van veeltermringen en deelverzamelingen van affiene ruimten. Met behulp van de Nullstellensatz en daaraan gerelateerde resultaten, is men in staat het meetkundige begrip variëteit in algebraïsche termen te beschrijven, alsook de meetkunde in te schakelen om antwoorden te geven op vragen uit de ringtheorie.

## Formele definities
Algebraïsche variëteiten kunnen worden ingedeeld in vier soorten: 
- affiene variëteit,
- quasi-affiene variëteit,
- projectieve variëteit,
- quasi-projectieve variëteit.

Ook bestaat er het algemenere begrip abstracte algebraïsche variëteit.

### Affiene variëteit
Het begrip affiene variëteit steunt op wat een algebraïsche verzameling wordt genoemd, namelijk de oplossingen van een stelsel polynomiale vergelijkingen in een of meer variabelen.
Laat {\displaystyle K} een algebraïsch gesloten lichaam/veld zijn en {\displaystyle A^{n}} een affiene ruimte van dimensie {\displaystyle n} over {\displaystyle K}. Een veelterm {\displaystyle f} in de ring {\displaystyle K[x_{1},\ldots ,x_{n}]} kan opgevat worden als een {\displaystyle K}-waardige functie op {\displaystyle A^{n}}. Voor elk eindig voortgebracht ideaal {\displaystyle S} in {\displaystyle K[x_{1},\ldots ,x_{n}]} is {\displaystyle Z(S)} de verzameling gemeenschappelijke nulpunten van {\displaystyle S}:
{\displaystyle Z(S)=\{x\in A^{n}\mid f(x)=0{\mbox{ voor alle }}f\in S\}.}
De verschillende deelverzamelingen {\displaystyle Z(S)} worden  affiene algebraïsche verzamelingen genoemd. 
Een niet-lege algebraïsche verzameling heet irreducibel, als deze niet kan worden geschreven als de vereniging van twee strikte algebraïsche deelverzamelingen. 
Een irreducibele affiene algebraïsche verzameling wordt een affiene variëteit genoemd. Niet alle literatuur over algebraïsche variëteiten hanteert deze definitie; ook wordt elke affiene algebraïsche verzameling wel een affiene algebraïsche variëteit noemt.

### Projectieve variëteit
Laat {\displaystyle K} een gesloten lichaam/veld zijn en {\displaystyle P^{n}} een projectieve ruimte van dimensie {\displaystyle n} over {\displaystyle K}. Voor een homogene veelterm {\displaystyle f} van graad {\displaystyle d} in de ring {\displaystyle K[x_{0},x_{1},\ldots ,x_{n}]} is de voorwaarde {\displaystyle f(x_{0},x_{,}\ldots ,x_{n})=0} onafhankelijk van de gekozen homogene coördinaten {\displaystyle [x_{0}:x_{1}:\ldots :x_{n}]} van {\displaystyle x}, aangezien
{\displaystyle f(\lambda x_{0},\lambda x_{1},\ldots ,\lambda x_{n})=\lambda ^{d}f(x_{0},x_{1},\ldots ,x_{n})}
Voor elke verzameling homogene veeltermen {\displaystyle S} in {\displaystyle K[x_{1},\ldots ,x_{n}]} is {\displaystyle Z(S)} de verzameling gemeenschappelijke nulpunten van {\displaystyle S}. De verschillende deelverzamelingen {\displaystyle Z(S)} worden projectieve algebraïsche verzamelingen genoemd.  
Een irreducibele projectieve algebraïsche verzameling wordt een projectieve variëteit genoemd. 
Als alle algebraïsche verzamelingen op te vatten als gesloten verzamelingen, zijn projectieve variëteiten ook voorzien van de zariski-topologie.
Laat, gegeven een deelverzameling {\displaystyle V} van {\displaystyle P^{n}}, het ideaal {\displaystyle I(V)} gegenereerd worden door alle homogene veeltermen die verdwijnen op {\displaystyle V}. Voor een projectieve algebraïsche verzameling {\displaystyle V} is de coördinatenring van {\displaystyle V} het quotiënt van de veeltermring door dit ideaal.

## Voorbeelden

### Affiene algebraïsche variëteit

#### Voorbeeld 1
Beschouw {\displaystyle \mathbb {C} ^{2}} als de tweedimensionale affiene ruimte over de complexe getallen {\displaystyle \mathbb {C} } en zij {\displaystyle S} het ideaal in {\displaystyle \mathbb {C} [z_{1},z_{2}]} voortgebracht door een enkel element:
{\displaystyle f(z_{1},z_{2})=z_{1}+z_{2}-1}
De verzameling {\displaystyle Z(S)} van punten in {\displaystyle \mathbb {C} ^{2}} waarop de functie {\displaystyle f} (en haar veelvouden in het ideaal) gelijk is aan 0, is de verzameling van alle paren complexe getallen {\displaystyle (z_{1},z_{2})} waarvoor {\displaystyle z_{2}=1-z_{1}}, een rechte lijn:
{\displaystyle Z(S)=\{(z_{1},1-z_{1})\in \mathbb {C} ^{2}\}}
De deelverzameling {\displaystyle Z(S)} van {\displaystyle \mathbb {C} ^{2}} is dus een algebraïsche verzameling. {\displaystyle Z(S)} is niet leeg en is irreducibel, aangezien zij niet als de vereniging van twee strikte algebraïsche deelverzamelingen kan worden geschreven. {\displaystyle Z(S)} is dus een affiene algebraïsche variëteit.

#### Voorbeeld 2
Laat als in voorbeeld 1 het ideaal {\displaystyle S'} in {\displaystyle \mathbb {C} [z_{1},z_{2}]} voortgebracht worden door
{\displaystyle g(z_{1},z_{2})=z_{1}^{2}+z_{2}^{2}-1}
De verzameling {\displaystyle Z(S')} van punten in {\displaystyle \mathbb {C} ^{2}} waarop de functie {\displaystyle g} (en haar veelvouden in het ideaal) gelijk is aan 0, is de verzameling van alle paren complexe getallen {\displaystyle (z_{1},z_{2})} waarvoor {\displaystyle z_{1}^{2}+z_{2}^{2}=1}, een cirkel:
{\displaystyle Z(S')=\{(z_{1},z_{2})\in \mathbb {C} ^{2}\mid z_{1}^{2}+z_{2}^{2}=1\}}
De deelverzameling {\displaystyle Z(S')} van {\displaystyle \mathbb {C} ^{2}} is dus een algebraïsche verzameling. {\displaystyle Z(S')} is niet leeg en is irreducibel, aangezien zij niet als de vereniging van twee strikte algebraïsche deelverzamelingen kan worden geschreven. {\displaystyle Z(S')} is dus een affiene algebraïsche variëteit.

## Discussie en generalisaties
De definities en feiten hierboven stellen iemand in staat om de klassieke algebraïsche meetkunde te bedrijven. Om echter meer te kunnen doen – bijvoorbeeld om met variëteiten over lichamen/velden die niet algebraïsch gesloten zijn, om te gaan – zijn enige fundamentele veranderingen vereist. Het tegenwoordige begrip variëteit is beduidend abstracter geformuleerd dan hierboven, hoewel zij gelijkwaardig zijn in het geval van variëteiten over algebraïsch gesloten lichamen/velden. Een abstracte algebraïsche variëteit is een bijzondere vorm van een schema; de generalisatie tot schema’s maakt aan de meetkundige kant een uitbreiding van hierboven beschreven correspondentie naar een bredere klasse van ringen mogelijk.
Sommige moderne onderzoekers laten ook de beperking vallen dat een variëteit geen Integriteitsdomein affiene kaart mag hebben, en wanneer zij spreken van een variëteit bedoelen zij dat de affiene kaarten een triviaal nilradicaal hebben.
Een volledige variëteit is een variëteit, zodanig dat elke afbeelding van een open deelverzameling van een niet-singuliere kromme op zichzelf, op unieke wijze kan worden uitgebreid tot de gehele kromme. Elke projectieve variëteit is volledig, maar omgekeerd geldt dit niet: niet elke volledige variëteit is projectief.
Deze variëteiten worden ook wel 'variëteiten in de zin van Serre' genoemd, omdat Serres grondslagleggende FAC-artikel over schoofcohomologie voor deze variëteiten was geschreven. Ze blijven typische voorwerpen om in de algebraïsche meetkunde te bestuderen, zelfs als ook meer algemene objecten op een ondersteunende manier worden gebruikt.